# 恩斯特一世 (黑森-萊因費爾斯)
恩斯特一世（德語：Ernst I.，1623年12月8日—1693年5月2日），黑森-萊因費爾斯伯爵，黑森-卡塞爾伯爵莫里茲的幼子。

## 家庭
1647年，恩斯特與索爾姆斯-利希伯爵腓力·萊因哈德一世的女兒瑪麗亞·艾蕾諾爾（Maria Eleonore）結婚，兩人共有2子1女：
1. 威廉（1648年—1725年）
2. 卡爾（1649年—1711年）
3. 凱瑟琳（1655年—1719年）